# Bromo-dragonfly
Bromo-Dragonfly, även känt som brombensodifuranyl isopropylamin (BDF), är en kemisk förening med summaformeln C13H12BrNO2. Ämnet är en syntetisk fenetylamin som ger måttliga till kraftiga hallucinationer. BDF tillhör gruppen fenetylaminer som även innehåller bland annat amfetamin, MDMA och DOB (4-brom-2,5-dimetoxiamfetamin). Den är mycket potent. 500μg–1500μg är den vanligaste dosen och ruset varar i uppåt ett dygn. Drogen finns oftast på lappar och tas mestadels oralt.

## Farmakodynamik
BDF är en exceptionellt stark agonist på serotoninreceptorn 5-HT2A. Fenetylaminerna har även sympatomimetiska egenskaper, långvarig stimulering av alfa-1-receptorer i det sympatiska nervsystemet ger perifer vasokonstriktion – dessutom är det känt att aktivering av lokala serotoninreceptorer i blodkärlen kan medföra vasokonstriktion. 

## Olyckor
I slutet av mars 2007 inträffade det första kända dödsfallet i Sverige relaterat till bromo-dragonfly. Det är inte känt hur stor dos offret intog. I fall med icke dödlig utgång har ändå kraftig perifer vasokonstriktion (att kärl i händer, fötter, armar och ben drar ihop sig och inte släpper igenom blod) gjort att till exempel fingrar och tår dött av syrebrist och krävt amputation.

## Klassning
Den 15 juli 2007 klassades Bromo-Dragonfly som hälsofarlig vara.
Därmed blev den hallucinogena drogen olaglig att inneha och sälja. Den 19 december 2007 beslutade Läkemedelsverket att narkotikaklassat drogen (i LVFS 2007:14). Substansen ingår i förteckning V, vilket innebär att den inte omfattas av internationella narkotikakonventioner.